# Ritprijs
De ritprijs is het geldbedrag dat aan de vervoerder verschuldigd is als betaling voor het vervoer over een bepaald traject.
Het woord instaptarief heeft twee betekenissen: bij de Nederlandse OV-chipkaart is het de borg, bij taxis is het wat bij de OV-chipkaart het basistarief heet.
De ritprijs is voor zit- en staanplaatsen meestal identiek.

## Stads- en streekvervoer

### Nederland
In Nederland is in het stads- en streekvervoer bij op saldo reizen met de OV-chipkaart de prijs altijd een basistarief plus een bedrag per afgelegde kilometer.

## Trein
In de trein is de ritprijs afhankelijk van het aantal kilometers dat gereisd wordt, het eventuele kortingpercentage (wegens leeftijd, daluren en/of kortingabonnement) en de klasse waarin men reist.

## Taxi
Bij taxi's wordt de ritprijs afgelezen van de taxameter. Tevens wordt er een instaptarief in rekening gebracht.

## Prijsafspraken
In Nederland is de ritprijs onderhevig aan afspraken tussen de vervoerder en de overheid. Zo mogen de Nederlandse Spoorwegen de prijs alleen opschroeven als ze hun prestatiecontract hebben nageleefd.